# Buldon
Buldon é um município de  quarta classe de renda municipal (d) na província Maguindanao do Norte, nas Filipinas. De acordo com o censo de 1 de maio  de  2020 possui uma população de 39 684 pessoas e 6 309 domicílios.